# Cherchel
Cherchell (arabsko شرشال) je mesto na sredozemski obali Alžirije, 89 kilometrov zahodno od Alžira. Je sedež okrožja Cherchell v provinci Tipaza. Pod imeni Iol in Cezareja je bila prej rimska kolonija in glavno mesto kraljestev Numidije in Cezarejske Mavretanije.

## Imena
Mesto je bilo prvotno znano po feničanskem in punskem imenu, ki je vključevalo element ʾy (𐤀‬𐤉), kar pomeni 'otok'. To je morda bilo ʾy-ḥol, kar pomeni 'otok peska'. Punsko ime je bilo helenizirano kot Iṑl grško Ἰὼλ) in latinizirano kot Iol.
Cherchel in Cherchell sta francoski transkripciji arabskega imena Shershel (arabsko شرشال), ki izhaja iz starega latinskega imena mesta Caesarea (grško ἡ Καισάρεια| hē Kaisáreia), ki mu ga je leta 25 pr. n. št. dal Juba II. v čast svojega dobrotnika Avgusta, ki je zakonito nosil ime 'Gaj Julij Cezar', potem ko ga je Julij Cezar posmrtno posvojil leta 44 pr. n. št. Kasneje so ga razlikovali od mnogih drugih rimskih mest z imenom Cezareja, tako da so ga imenovali Cezareja Mavretanska (Caesarea Mauretaniae), Iol Caesarea (Ἰὼλ Καισάρεια| Iṑl Kaisáreia) ali Caesarea Iol. Po navidezni ponovni ustanovitvi kot rimske kolonije se je uradno imenovala Colonia Claudia Caesariensium Iol po cesarskem pokrovitelju Klavdiju.

## Geografija
Ozemlje občine Cherchell je zahodno od vilaje Tipaza. Cherchell je obalno mesto ob Sredozemskem morju na nadmorski višini 30 metrov, 102 km zahodno od Alžira, 20 km zahodno od Tipaze, 59 km severno od Miliane in 108 km vzhodno od Ténèsa. S slednjim je eno redkih obalnih mest v Dahri.
Cherchell je zgrajen na ozki obalni planoti, kjer prevladuje gorsko območje, ki ga ločuje južno od ravnic Chélif. To gorsko območje sestavljata dve enoti: Cherchellski Atlas in Atlas Bou-Maad. Chenoua, ki doseže vrh 904 m, ga ločuje od Mitidja.
Pristanišče pred zahodnimi vetrovi ščiti otoček, pred vzhodnimi vetrovi pa rt Tizirine.
Ozemlje prečka veliko hidravlično omrežje vadijev, ki se raztezajo pravokotno na morje.
Podnebje v Cherchellu je toplo in zmerno, sredozemskega tipa. Poleti je manj dežja kot pozimi. Köppnova podnebna klasifikacija je tip Csa. Povprečna temperatura je 19,1 °C, povprečna letna količina padavin pa presega 600 mm.

## Zgodovina

### Antika
Feničani so ustanovili svoj prvi večji val kolonij na obalah med njihovo domovino in Gibraltarskim prelivom v 8. stoletju pr. n. št., vendar je bil Iol verjetno ustanovljen okoli leta 600 pr. n. št. in najstarejši ostanki, doslej odkriti pri Cherchellu, izvirajo iz 5. stoletja pr. n. št. Do takrat je Kartagina že prevzela oblast nad Feničani v zahodnem Sredozemlju. Punski Iol je bil ena najpomembnejših trgovskih postaj v današnji Alžiriji. V 3. stoletju pr. n. št. so jo utrdili in začeli izdajati prve numidijske kovance v bronu in srebru, ki so nosili punsko besedilo, kartažanske bogove in podobe lokalnih proizvodov, zlasti rib.
Po punskih vojnah je bila Kartagina v severozahodni Afriki večinoma dana lokalnim zaveznikom Rima. Iol je bil dan Micipsi, numidijskemu kralju, ki ga je najprej ustanovil kot kraljevi dvor. Postalo je pomembno mesto za kraljestvo in je bilo primarno glavno mesto za Boha I. in II. Mesto je kovalo lastne kovance in dobilo nove obrambne objekte v 1. stoletju pr. n. št. Njegova punska kultura se je nadaljevala, vendar je bilo čaščenje Baal Hammona navidezno nadomeščeno s čaščenjem njegovega rimskega ekvivalenta Saturna.
Iol je bil neposredno priključen Rimu leta 33 pr. n. št.. Avgust je leta 25 pr. n. št. postavil Jubo II. za kralja Mavretanije in mu dal mesto za prestolnico, ki jo je Juba nato preimenoval njemu v čast. Juba in njegova žena Kleopatra (hči Marka Antonija in Kleopatre iz Egipta) sta obnovila mesto v razkošnem obsegu in združila rimski in helenizirani egipčanski slog. Ceste so bile razporejene v mrežo, oprema pa je vključevala gledališče, umetniško galerijo in svetilnik po vzoru Farosa v Aleksandriji. Verjetno je začel graditi rimsko obzidje, ki je potekalo približno 7 kilometrov okoli prostora, velikega približno 400 hektarjev; približno 150 od tega je bilo uporabljenih za naselbino v antiki. Kraljevi par je bil pokopan v kraljevem mavzoleju Mavretanije. Pristaniška prestolnica in njeno kraljestvo sta v tem obdobju cvetela, večina prebivalstva je bila grškega in feničanskega porekla z manjšino Berberov.
Njunega sina Ptolemaja je ubil Kaligula med potovanjem v Rim leta 40 n. št. Rim je razglasil priključitev Mavretanije, čemur so se uprli nekdanji Ptolemajev suženj Edemon in berberski voditelji, kot je Sabal. Kaligula sam je bil umorjen, preden se je Rim lahko odzval, vendar je njegov naslednik Klavdij I. poslal legije pod Gn. Hosidius Geta in G. Suetonius Paulinus za dokončanje osvajanja. Do leta 44 je bila večina odpora končana in nekdanje kraljestvo je bilo razdeljeno na dve rimski provinci, eno je upravljal Tingis (današnji Tanger), drugo pa Cezareja. Cezarejska Mavretanija se je raztezala vzdolž današnje alžirske obale in je vključevala večino zaledja vse do gorovja Atlas.
Za vzdrževanje reda so v novih provincah ustanovili rimske kolonije veteranskih vojakov. Sama Cezareja je postala kolonija, njeni prebivalci pa so pridobili rimsko državljanstvo. V 1. in 2. stoletju je uspevalo kot glavno mesto province in doseglo več kot 20.000 prebivalcev in morda celo 30.000. Branile so ga pomožne enote in bil je pristanišče rimske mavretanske flote, ki je bila ustanovljena kot stalna sila po berberskih napadih v zgodnjih 170-ih letih. Mesto je imelo hipodrom, amfiteater, številne templje in meščanske stavbe, kot je bazilika. Obkrožale so ga predmestne vile, katerih kmečki mozaiki so danes občudovani. Imel je svojo filozofsko šolo, akademijo in knjižnico. Prejelo je nov forum in dodatno pokroviteljstvo afriškega cesarja Septimija Severa in njegove dinastije. Njegov domači sin Macrinus in njegov sin Diadumenian sta postala prva berberska cesarja in cesarja nižjega razreda, ki sta vladala v letih 217 in 218. (Zapravljivost in vojne njunega predhodnika so zahtevale nepriljubljene finančne prilagoditve, ki so privedle do njihovega strmoglavljenja v korist Elagabala.) Jubino gledališče je bilo spremenjeno v amfiteater nekje po letu 300.
Mesto je oplenil berberski upor leta 371 in 372. Večinoma si je opomoglo, vendar so ga Vandali znova opustošili, potem ko jih je grof Bonifacij leta 429 povabil v rimsko severno Afriko. Deli mesta so dobili nove utrdbe. Potem ko je Vandalsko kraljestvo leta 439 osvojilo Kartagino, je pridobilo tudi velik del rimske sredozemske flote, ki so jo uporabili za izvajanje plenilnih pohodov po vsem morju. Cezarejsko pristanišče so včasih uporabljali kot oporišče za te roparje in mesto je napredovalo zaradi njihovega plenjenja. Njene šole so dale slavnega slovničarja Priscijana, ki je emigriral na bizantinski vzhod.

### Srednji vek
Leta 533 so bizantinske sile pod vodstvom Justinijanovega generala Belizarja osvojile Vandalsko kraljestvo. Cezareja je bila med območji, ki so se vrnila pod cesarsko oblast. Bil je sedež mavretanskega vojvode (latinsko dux), vendar je propadal in njegovo mestno središče je bilo namenjeno razpadajočim stanovanjem za revne. Prvemu vojvodi je bilo ime Ivan; to, da je dobil pehotno enoto in ne konjenico, pomeni, da naj bi držal pristanišče brez večjih skrbi glede nadzora okoliškega zaledja.
Mesto je ostalo pod bizantinskim nadzorom do muslimanske osvojitve v poznem 7. stoletju. Zaporedni valovi omajadskih napadov na bizantinsko severnoafriško ozemlje v 15 letih so izčrpali manjše in manj motivirane cesarske sile, dokler omajadske čete končno niso oblegale mesta Cezareja in ga, čeprav so branilce oskrbovale bizantinske flote, končno premagale. Velik del bizantinskega plemstva in uradnikov je pobegnil v druge dele cesarstva, medtem ko je večina preostalega rimskega in polrimskega berberskega prebivalstva sprejela islamsko oblast, ki jim je podelila zaščiten status.
Nekateri so ostali kristjani. Kar je ostalo od rimskega prebivalstva in romaniziranih Berberov, je dve generaciji sprožilo več uporov, pogosto v povezavi z okrepitvami iz cesarstva. Posledično je bil do 9. stoletja velik del mestne obrambe nepopravljivo poškodovan, kar je povzročilo politično izgubo pomena, zaradi česar je nekdanje mesto ostalo le majhna vas.
Naslednjih nekaj stoletij je mesto ostalo središče moči Arabcev in Berberov z majhno, a precejšnjo populacijo kristjanov, ki so se do začetka zgodnjega novega veka popolnoma asimilirali. Podobno se je do 10. stoletja ime mesta v lokalnem narečju preoblikovalo iz latinščine v berberščino in končno v arabizirano obliko sharshal (v francoskem pravopisu Cherchell).
Normansko kraljestvo Afrike je leta 1144 vdrlo v Berreshk blizu Cherchella.

### Sodobnost
Sčasoma so Osmanski Turki uspeli uspešno ponovno osvojiti mesto pred špansko okupacijo v 16. stoletju, pri čemer so mesto uporabljali predvsem kot utrjeno pristanišče. Leta 1520 je Hajredin Barbarossa zavzel mesto in priključil Alžirski pašaluk. Njegov starejši brat Oruç Reis je zgradil utrdbo nad mestom. Pod turško okupacijo je pomen mesta kot pristanišča in utrdbe privedel do tega, da so ga naselili muslimani različnih narodnosti, nekateri so se ukvarjali z zasebnim poslom in piratstvom v Sredozemlju.
V odgovor so evropske mornarice in zlasti francoska mornarica ter vitezi hospitalci (samooklicani potomci križarjev) oblegali mesto in ga občasno zavzeli za omejena časovna obdobja. V 16. stoletju in kratek čas v 17. stoletju je bilo mesto pod španskim ali hospitalskim nadzorom. V tem obdobju so bile zgrajene številne palače, vendar je ogromna stavba citadele Hajredina Barbarosse veljala za preveč vojaško dragoceno, da bi uničila in odkrila prejšnje starodavne stavbe stare Cezareje.
Po koncu napoleonskih vojn in revolucij v zgodnjem 19. stoletju so bili Francozi pod vodstvom britanskih, ameriških in drugih evropskih sil spodbujeni, da napadejo in uničijo pirate Berbere. Od leta 1836 do 1840 so različne zavezniške mornarice, večinoma francoske, lovile berberske pirate in osvajale berberska pristanišča, medtem ko so Osmanskemu cesarstvu grozile z vojno, če bo posredovalo. Leta 1840 so Francozi po močnem obleganju zavzeli in zasedli mesto. Francozi so linčali berberske pirate, vključno z lokalnim pašo zaradi zločinov proti državnim zakonom.
Številni starodavni kipi in stavbe so bili bodisi obnovljeni in puščeni v Cherchellu bodisi odpeljani v muzeje v Alžir v Alžiriji ali Pariz v Franciji za nadaljnje študije. Vendar pa niso bili vsi gradbeni projekti uspešni pri odkrivanju in obnovi starodavnega mesta. Rimski amfiteater je večinoma veljal za nerešljivega in nepotrebnega za obnovo. Njegovi kamni so bili uporabljeni za gradnjo nove francoske utrdbe in vojašnice. Za gradnjo nove cerkve so uporabili material s hipodroma. Stopnice hipodroma je delno uničil kardinal Charles Lavigerie v iskanju grobnice svete Marciane.
Francoska okupacija je prinesla tudi novo evropsko naselitev, ki se je poleg Berberov in arabskih muslimanov pridružila dolgo uveljavljenim mestnim skupnostim napol arabiziranih kristjanov lokalnega izvora in starih evropskih trgovskih družin. Pod francosko vladavino so Evropejci in kristjani spet postali večina prebivalstva.
V letih neposredno pred drugo svetovno vojno so izgube francoskega nacionalnega prebivalstva iz prve svetovne vojne in upadanje rodnosti na splošno med Evropejci zadrževali nadaljnje kolonialno naseljevanje. Arabska in berberska populacija je začela naraščati. Francosko-alžirski kolonialni uradniki in lastniki zemljišč so spodbudili večje število okoliških berberskih plemen, da so se preselili v okoliško regijo, da bi poceni obdelovali kmetije in nasade. Po drugi strani pa se je vse več Berberov in Arabcev preselilo v mesto in iskalo zaposlitev. Do leta 1930 je združeno berbo-arabsko alžirsko prebivalstvo predstavljalo skoraj 40 % prebivalstva mesta.
Spreminjanje demografskih podatkov v mestu je bilo prikrito z velikim številom tamkajšnjega francoskega vojaškega osebja in številom evropskih turistov, ki so obiskovali tisto, kar je postalo znano kot Alžirska riviera. Poleg tega je med drugo svetovno vojno Cherchell s svojimi knjižnicami, kavarnami, restavracijami in hoteli služil kot oporišče za prizadevanja vojske Združenih držav in zavezniških vojnih sil, kjer je oktobra 1942 gostil konferenco na vrhu med ZDA in Združenim kraljestvom.
Konec vojne z odhodom zavezniških sil in zmanjšanjem francoskega mornariškega osebja zaradi preoblikovanja je povzročil dejanski upad Evropejcev, ki so živeli v mestu. Poleg tega je splošno varčevanje v povojnih letih izsušilo turistično industrijo ter povzročilo finančno stagnacijo in izgube lokalne francosko-alžirske skupnosti. Leta 1952 je popis prebivalstva zabeležil, da se je francosko-alžirsko prebivalstvo zmanjšalo na 50 % prebivalstva.
Preostala 1950-ta je Cherchell le nekoliko dohitela alžirska vojna za neodvisnost. Zaradi velikega deleža Evropejcev sta bila francoski nadzor in vpliv dovolj močan, da so odvrnili vse razen najbolj drznih napadov protifrancoskih upornikov. Do leta 1966, po osamosvojitvi od Francozov, je Cherchell izgubil skoraj polovico svojega prebivalstva in vse svoje francosko-alžirsko prebivalstvo.

### Neodvisna Alžirija
Cherchell je po osamosvojitvi še naprej rasel in si v 1980-ih opomogel. Cherchell ima trenutno industrijo marmorja, kamnolome mavca in rudnike železa. Mesto trguje z oljem, tobakom in lončeno posodo. Poleg tega je bila starodavna cisterna, ki sta jo najprej razvila Juba in Kleopatra Selene II., obnovljena in razširjena pod nedavno francosko vladavino in še vedno oskrbuje mesto z vodo.
Čeprav se je alžirska riviera končala z vojno, je Cherchell še vedno priljubljeno turistično mesto v Alžiriji. Ima različne čudovite templje in spomenike iz punskega, numidijskega in rimskega obdobja, tam najdena umetniška dela, vključno s kipoma Neptuna in Venere, so zdaj v Muzeju starin v Alžiru. Nekdanje rimsko pristanišče ni več v komercialni uporabi in je bilo delno zasuto z naplavinami, prizadeli pa so ga tudi potresi. Nekdanja lokalna mošeja Stotih stebrov vsebuje 89 stebrov iz diorita. Ta izjemna stavba zdaj služi kot bolnišnica. Lokalni muzej prikazuje nekaj najboljših starogrških in rimskih starin, najdenih v Afriki. Cherchell je rojstni kraj pisateljice in filmske režiserke Assia Djebar.

## Ostanki
Potresi, vojne in ropanje so opustošili številne starodavne ostanke.

Mesto (Cezareja) ostaja premalo poznano...Več težav predstavlja mestno obzidje, preučeno leta 1946; spomeniki so pogosteje preprosto označeni kot popolnoma znani. Amfiteater, ki je bil izkopan, ostaja neobjavljen; zelo velik hipodrom, ki je jasno viden na aeroposnetkih, poznamo le po starih vrtinah. Templji, ki so jih našli na vzpetini gore vzhodno od osrednjega dela, na robu poti od Ténèsa proti zahodu sodobnega mesta, so preveč uničeni, da bi upravičili objavo celo načrtov. Terme ob robu morja, precej veličastne, so prav tako slabo ohranjene. Človek bi komaj prepoznal več nedavno izkopanih hiš. Zbrane okoli peristilov z obsežnimi trihinijami, se zlahka prilagajajo terenu in so zgrajene na terasah na nižjih pobočjih ali na robu pečin s pogledom na morje. Pogosto so nam ohranjene šele v pozni obliki — 4. st. n. št. — in sledi dobe kralja Jube najdemo le v nižjih plasteh. Gledališče je izjema; leta 1840 še vedno dobro ohranjeno, od takrat pa služi kot kamnolom. Postavljeno je bilo ob pobočje gore. Na zadnji strani skene proti S je bil portik, ki ga danes pokriva ulica, kjer je Gsell videl S stran foruma. Od bogate skene na sprednjem delu so ostali le sledovi in več kipov, od katerih sta dve ogromni muzi. Orkestra je bila kasneje deležna velikih predelav, zaradi katerih je izginil podest odra: zgradili so ovalno areno, namenjeno lovskim spektaklom, med prvo vrsto sedežev in caveo pa so dvignili steno, da bi gledalce zaščitili pred divjimi zvermi. Razkošno okrašen spomenik je posledično zelo iznakažen, a zanimiv prav zaradi svoje kompleksne zgodovine. Amfiteater v vzhodnem delu mesta je bil postavljen na ravninskem odprtem terenu. Ni bil ovalen, ampak pravokoten, z zaokroženimi krajšimi stranicami. Tretjina sedežev, večinoma manjkajočih, je bila prepeljana na klančastih obokih, tla arene pa sta prerezala dva pravokotna prehoda, namenjena zverem. V tem prizorišču je bila mučena in umrla sv. Marcijana.
Nekaj ostankov je mogoče videti v lokalnem arheološkem muzeju Chercell-Caesarea.

## Religija
Krščanstvo je prišlo v Cezarejo dovolj zgodaj, da je med Dioklecijanovim preganjanjem ustvarilo mučenike. Zaradi vandaliziranja Dianinega idola naj bi bila sv. Marcijana mučena in umorjena v areni v Cezareji, za zabavo množice naj bi jo prebodel bik in raztrgal leopard. V mestu naj bi bili mučeni tudi sveta Teodota in njeni sinovi.
Cezareja je bila škofija od približno leta 314 do 484, čeprav vsi njeni škofje niso znani. Fortunat je sodeloval na koncilu leta 314 v Arlesu, ki je obsodil donatizem. Clemens je bil omenjen v enem od Simahovih pisem in bi moral služiti v 370. letih. Med sinodo leta 411 v Kartagini sta Cezarejo zastopala zaslužni donatist in ortodoksni Devterij. Sveti Avguštin iz Hipona je jeseni 418 sprejel emerita v Cezareji in mu zagotovil izgnanstvo. Apokorij je bil pravoverni škof, ki ga je Hunerik leta 484 poklical v Kartagino in nato izgnal. Notitia Episcopatuum iz zgodnjega 8. stoletja je še vedno vključevala ta sedež.
Rimskokatoliška cerkev je v 19. stoletju obudila Cezarejo kot naslovni sedež. Leta 1933 je bila imenovana za "Cezarejo Mavretansko".